# Max Alexys
 (mai 2022).
Si vous disposez d'ouvrages ou d'articles de référence ou si vous connaissez des sites web de qualité traitant du thème abordé ici, merci de compléter l'article en donnant les références utiles à sa vérifiabilité et en les liant à la section « Notes et références ».
Max Albert Hautier dit Max Alexys, né à La Louvière le 15 février 1890 et décédé dans le 17e arrondissement de Paris le 17 août 1967, est un musicien, librettiste, compositeur d'opérettes et chef d'orchestre belge.

## Biographie
Né à la Louvière en 1890, Max Hautier entreprend, à Mons, des études d'ingénieur. En même temps, il étudie la musique au conservatoire où il reçoit un premier prix de violoncelle. À 16 ans, il dirige une harmonie d'étudiants (« La Purée »).
Après la Première Guerre mondiale, Max Alexys entame une brillante carrière de chef d'orchestre, principalement à Bruxelles. Dans le music-hall, il dirige l'orchestre du théâtre de l'Alhambra de Bruxelles. Il participe à la création bruxelloise de No, No, Nanette et de Rose-Marie. Il dirige à Paris au Théâtre Mogador, à la Gaîté-Lyrique et au Casino de Paris). On le voit aussi à Londres, au Trocadero pour No, No, Nanette avec Violet Warland, Lucien Mussière et Fernand Gravey.
Sous son vrai nom, il adapte en 1921 La Route d'émeraude, un roman d’Eugène Demolder, en comédie lyrique, sur une musique d'August De Boeck. Il est surtout connu pour son opérette en 3 actes de Paul Van Stalle et Charles Tutelier Chansons de Paris. Chansons de Paris est une opérette dont la partition est constituée des airs les plus célèbres de la Belle Époque (Je connais une blonde, Viens poupoule, En r'venant de la revue, Tout ça n'vaut pas l'amour, La Matchiche, Frou-frou, etc.). L'ouvrage a été créé sur la scène du théâtre de Besançon le 20 novembre 1954 avant de tourner en région. Il a fait escale à Paris, au théâtre de la Porte-Saint-Martin au cours de la saison d’été 1957. Il est encore ponctuellement repris, la dernière fois à Paris en 1997.

## Œuvres
- Klokkenlied (1919, Amsterdam, Rembrandt Theatre)
- L'Œillet blanc (1920, Bruxelles, Gaîté)
- La Route d'émeraude (1921, Gand)
- Miss America (1927)
- O, Yes Kitty (1929, La Haye, Scala)
- Hallo Bobby (1929, La Haye, Scala)
- Le Roi du cirque (1937, Bruxelles, Alhambra)[3]
- Valses d'amour (1942, Namur)
- Le Lac d'amour (1944, Namur )
- Chansons de Paris (1954, Besançon)[4]
- Vienne qui chante (1955, Besançon)